# Leuctra
Leuctra är ett släkte av bäcksländor. Leuctra ingår i familjen smalbäcksländor.

## Bildgalleri

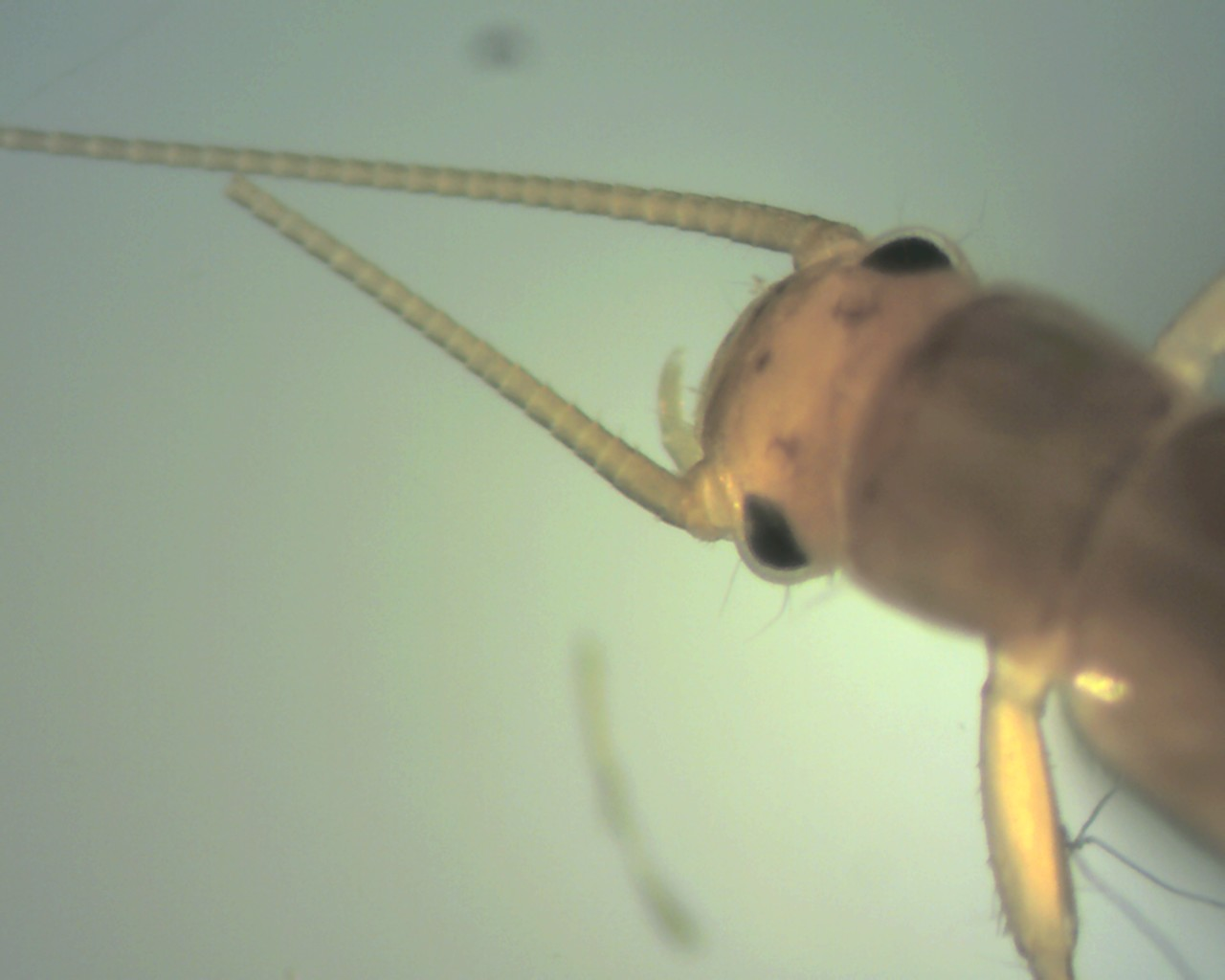
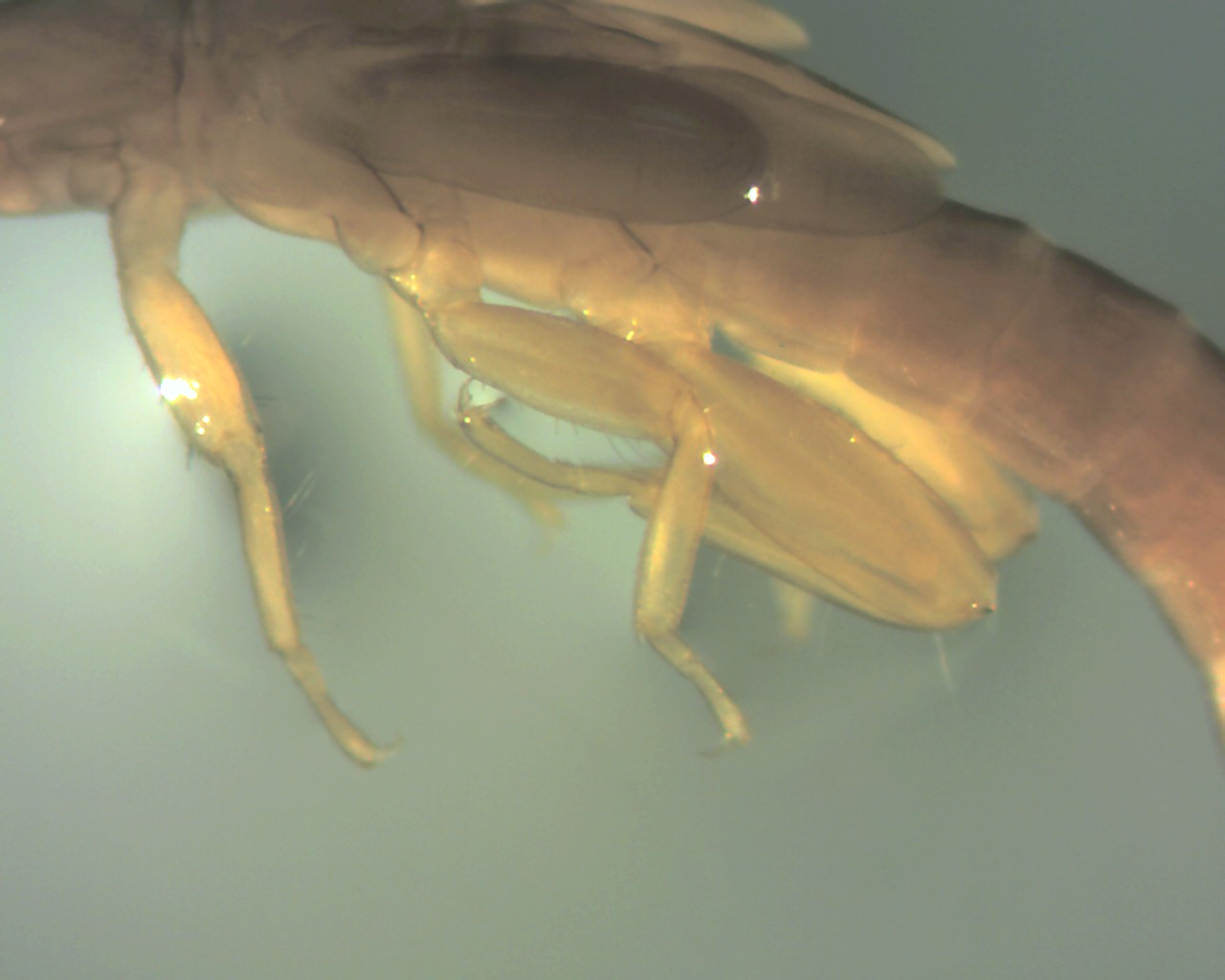
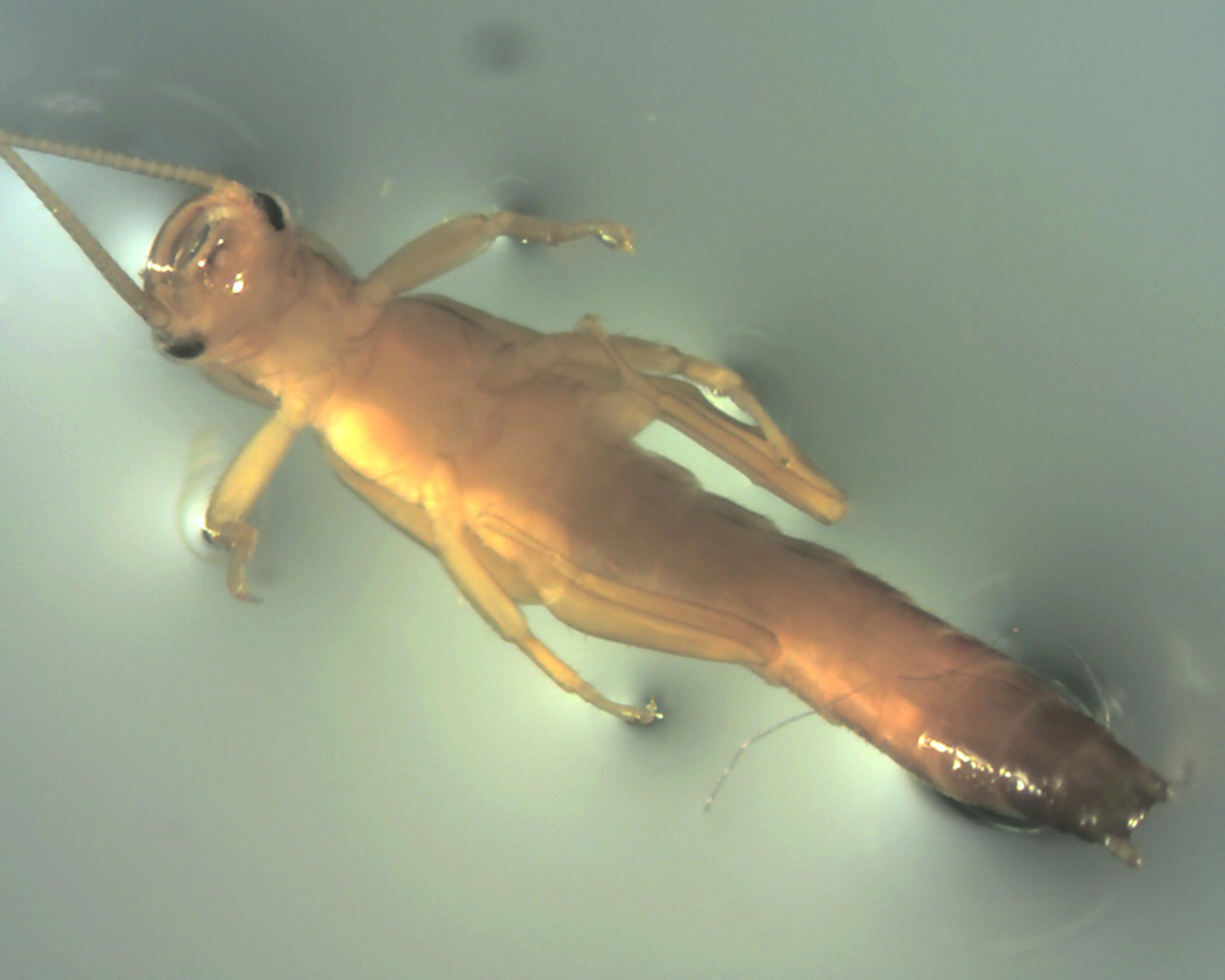
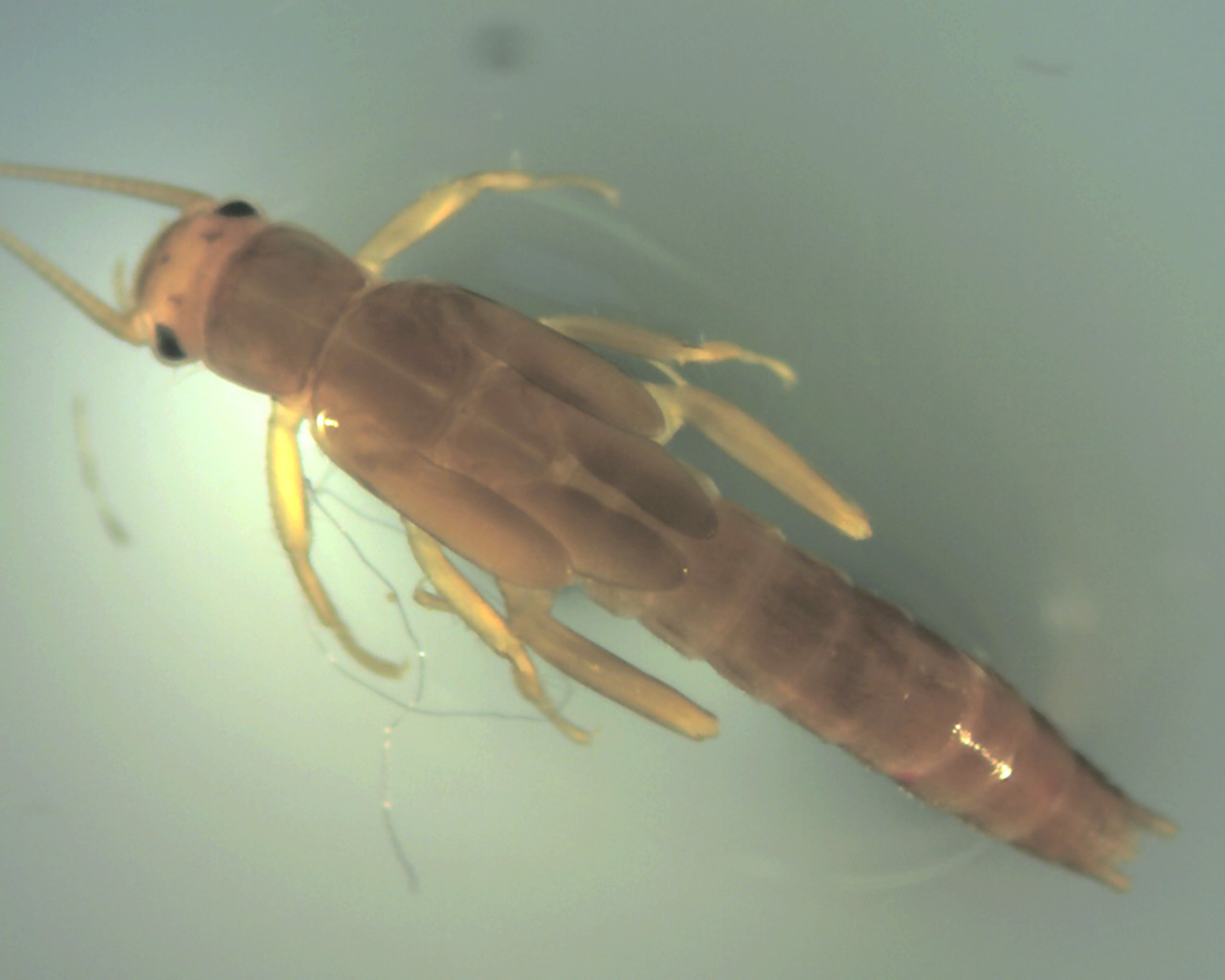
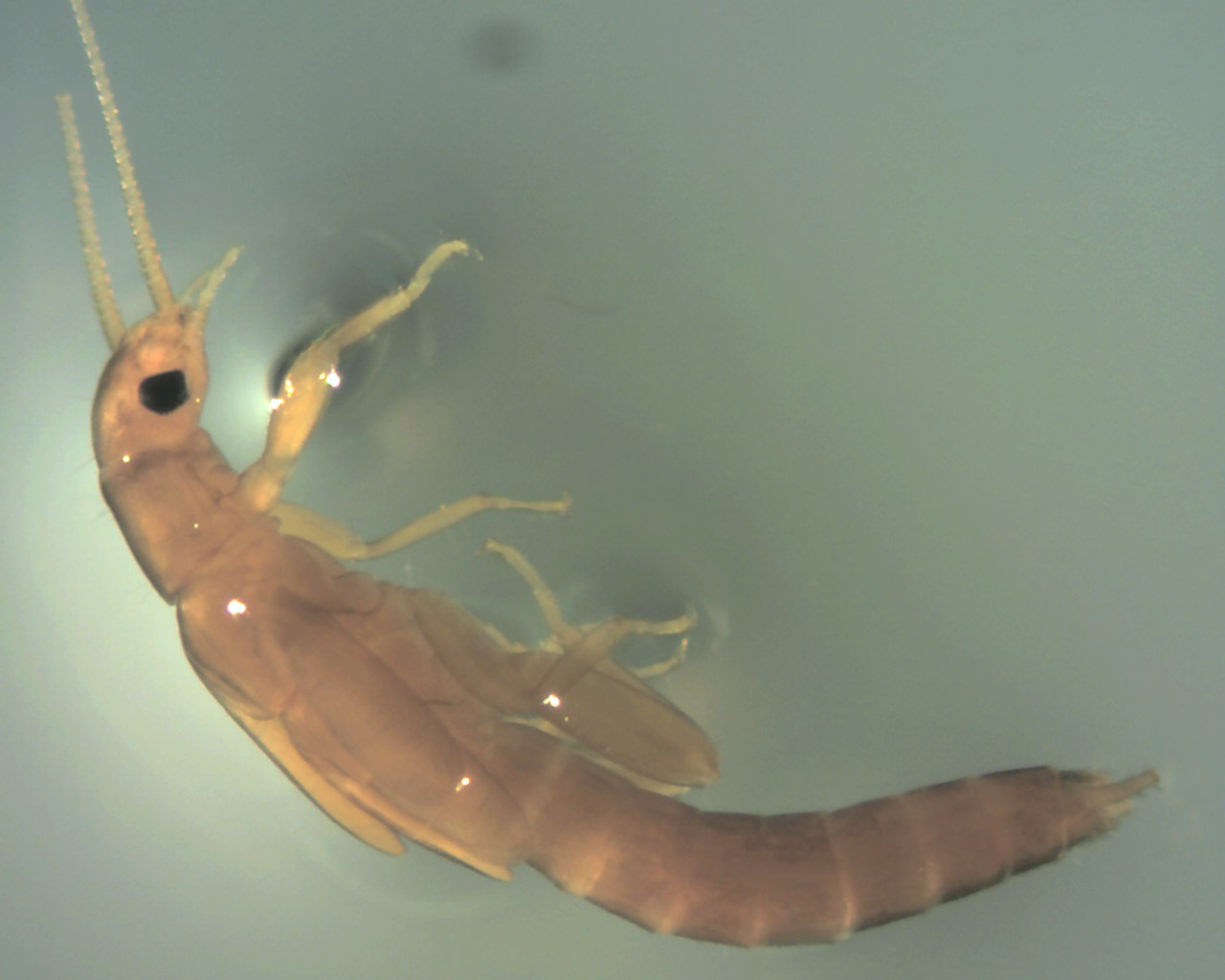
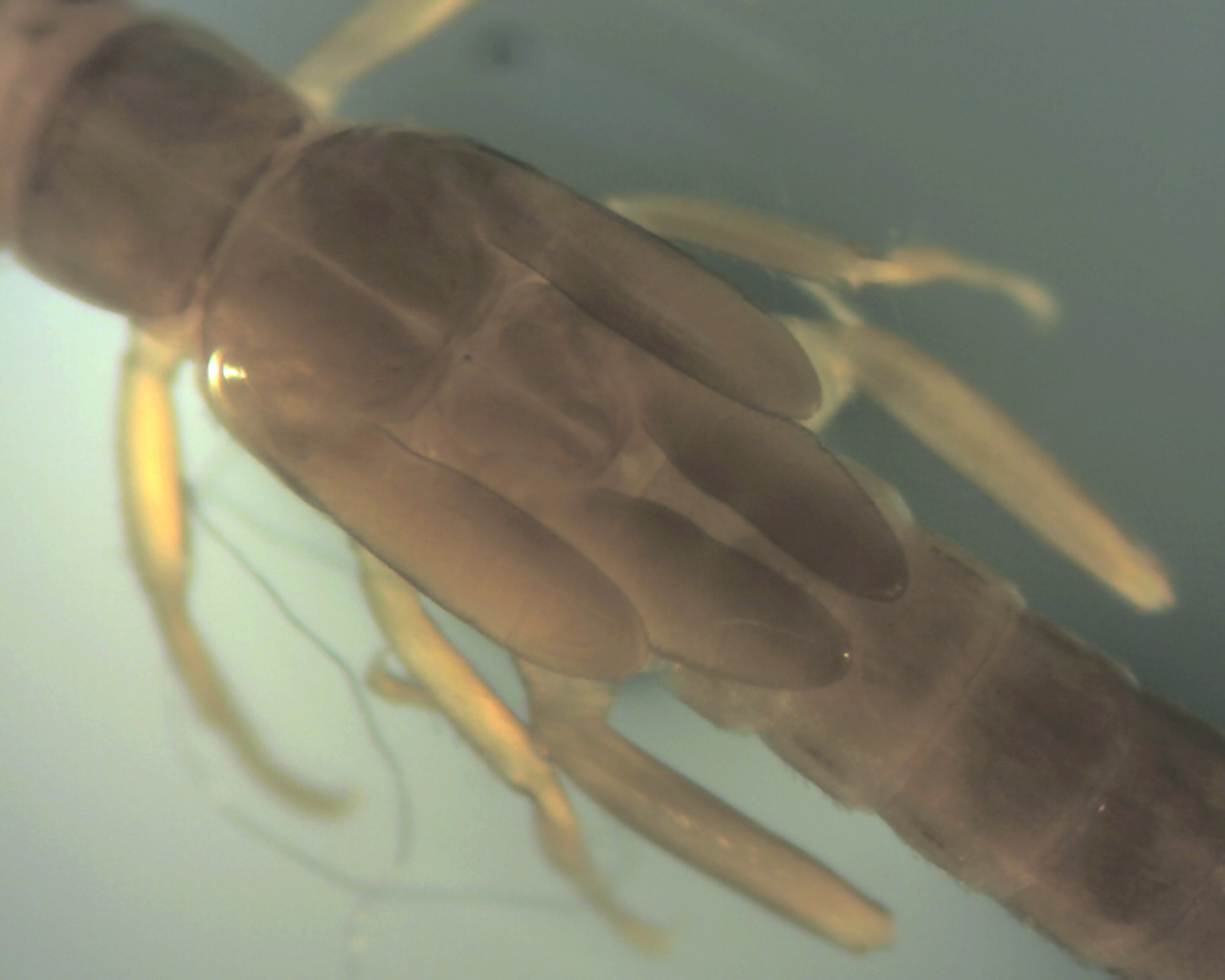
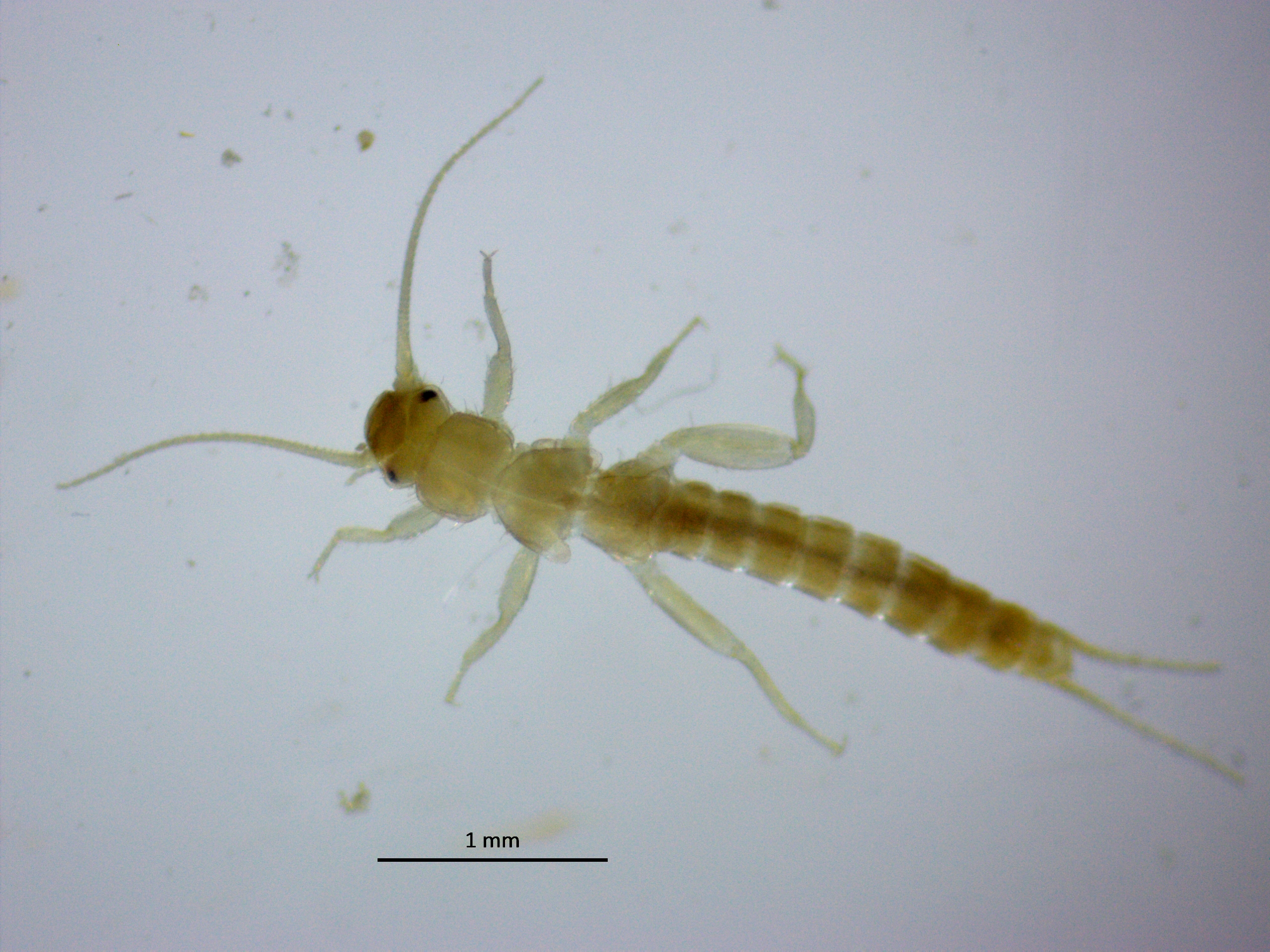
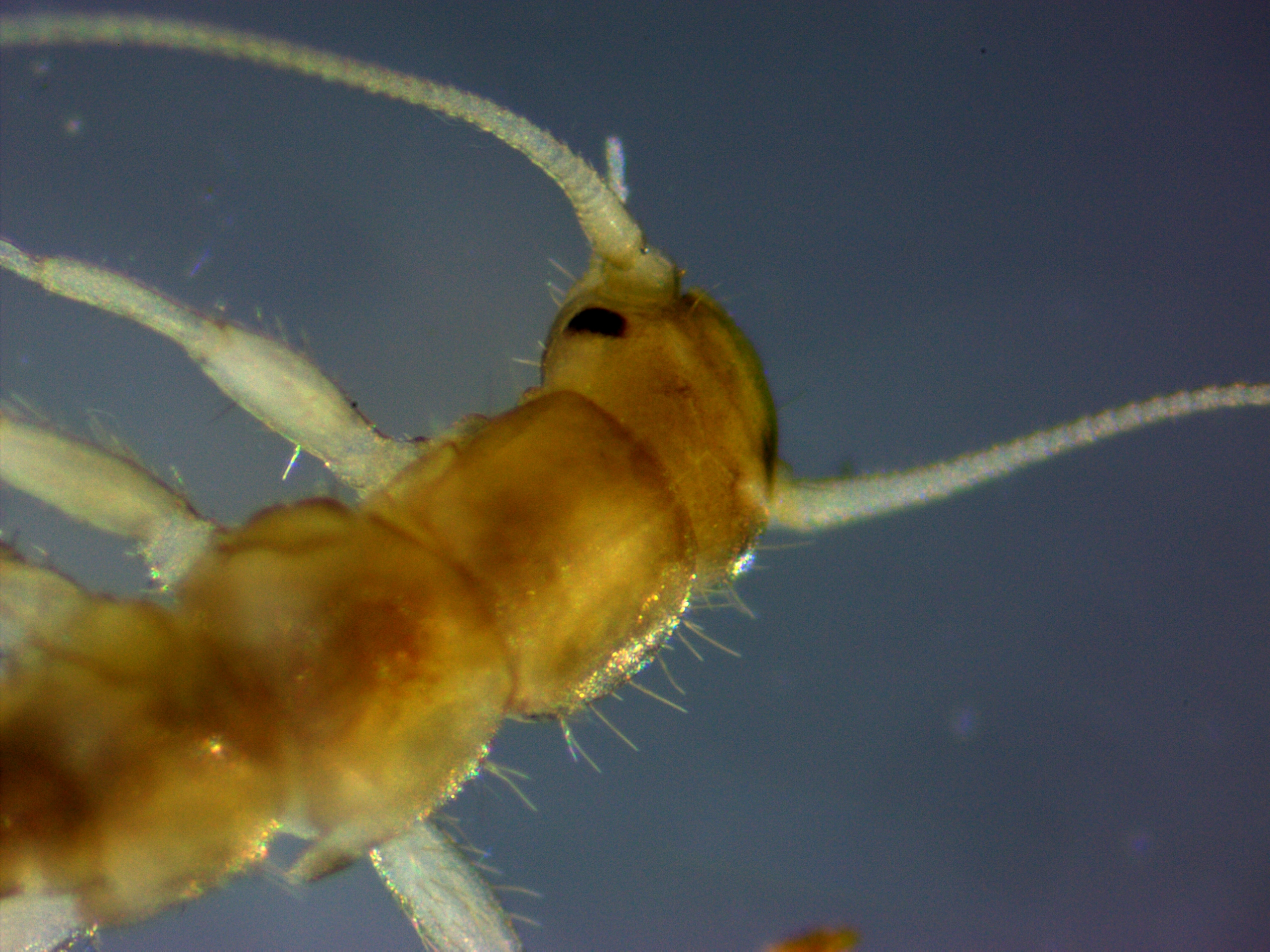

## Dottertaxa tillLeuctra, i alfabetisk ordning[1][2]
- Leuctra aculeata
- Leuctra aegaeica
- Leuctra alabama
- Leuctra albida
- Leuctra alexanderi
- Leuctra alosi
- Leuctra alpina
- Leuctra alta
- Leuctra alticola
- Leuctra ameliae
- Leuctra anatolica
- Leuctra andalusiaca
- Leuctra antalyana
- Leuctra apenninicola
- Leuctra aptera
- Leuctra archimedis
- Leuctra ariega
- Leuctra armata
- Leuctra artvinensis
- Leuctra aspoeckorum
- Leuctra astridae
- Leuctra auberti
- Leuctra auriensis
- Leuctra aurita
- Leuctra austriaca
- Leuctra autumnalis
- Leuctra baddecka
- Leuctra balcanica
- Leuctra balearica
- Leuctra berthelemyi
- Leuctra besucheti
- Leuctra bidula
- Leuctra biloba
- Leuctra boluensis
- Leuctra boreoni
- Leuctra bozi
- Leuctra brachyptera
- Leuctra braueri
- Leuctra brevipennis
- Leuctra bronislawi
- Leuctra budtzi
- Leuctra canavensis
- Leuctra candiae
- Leuctra caprai
- Leuctra carolinensis
- Leuctra carpathica
- Leuctra castillana
- Leuctra cazorlana
- Leuctra cingulata
- Leuctra clerguae
- Leuctra collaris
- Leuctra concii
- Leuctra costai
- Leuctra cottaquilla
- Leuctra cretica
- Leuctra crimeana
- Leuctra crossi
- Leuctra cypria
- Leuctra cyrnea
- Leuctra dalmoni
- Leuctra delamellata
- Leuctra dentiloba
- Leuctra despaxi
- Leuctra digitata
- Leuctra dispinata
- Leuctra dissimilis
- Leuctra dolasilla
- Leuctra duplicata
- Leuctra dylani
- Leuctra elisabethae
- Leuctra espanoli
- Leuctra estrela
- Leuctra ferruginea
- Leuctra festai
- Leuctra flavicornis
- Leuctra flavomaculata
- Leuctra franzi
- Leuctra fraterna
- Leuctra furcatella
- Leuctra fusca
- Leuctra gallaeca
- Leuctra gallica
- Leuctra gardinii
- Leuctra garumna
- Leuctra graeca
- Leuctra grandis
- Leuctra handlirschi
- Leuctra helenae
- Leuctra helvetica
- Leuctra hexacantha
- Leuctra hexacanthoides
- Leuctra hiberiaca
- Leuctra hippopoides
- Leuctra hippopus
- Leuctra hirsuta
- Leuctra hispanica
- Leuctra holzschuhi
- Leuctra iliberis
- Leuctra illiesi
- Leuctra inermis
- Leuctra insubrica
- Leuctra istenicae
- Leuctra joani
- Leuctra joosti
- Leuctra karcali
- Leuctra kempnyi
- Leuctra ketamensis
- Leuctra khroumiriensis
- Leuctra klapperichi
- Leuctra kopetdaghi
- Leuctra kumanskii
- Leuctra kurui
- Leuctra kykladica
- Leuctra lamellosa
- Leuctra laura
- Leuctra leptogaster
- Leuctra ligurica
- Leuctra madritensis
- Leuctra major
- Leuctra malcor
- Leuctra malickyi
- Leuctra marani
- Leuctra maria
- Leuctra marilouae
- Leuctra marinettae
- Leuctra maroccana
- Leuctra martynovi
- Leuctra medjerdensis
- Leuctra meridionalis
- Leuctra metsovonica
- Leuctra meyi
- Leuctra microstyla
- Leuctra minoica
- Leuctra minuta
- Leuctra mitchellensis
- Leuctra moha
- Leuctra monticola
- Leuctra moreae
- Leuctra mortoni
- Leuctra moselyi
- Leuctra nephophila
- Leuctra nigra
- Leuctra niveola
- Leuctra occitana
- Leuctra olympia
- Leuctra paleo
- Leuctra pasquinii
- Leuctra prima
- Leuctra pseudocingulata
- Leuctra pseudocylindrica
- Leuctra pseudohippopus
- Leuctra pseudorosinae
- Leuctra pseudosignifera
- Leuctra pusilla
- Leuctra quadrimaculata
- Leuctra queyrassiana
- Leuctra rauscheri
- Leuctra ravizzai
- Leuctra rhodoica
- Leuctra rickeri
- Leuctra rosinae
- Leuctra sanainica
- Leuctra sartorii
- Leuctra schistocerca
- Leuctra schmidi
- Leuctra sesvenna
- Leuctra sibleyi
- Leuctra signifera
- Leuctra silana
- Leuctra simplex
- Leuctra sipahilerae
- Leuctra stupeningi
- Leuctra subalpina
- Leuctra svanetica
- Leuctra szczytkoi
- Leuctra tarnogradskii
- Leuctra tenella
- Leuctra tenuis
- Leuctra tergostyla
- Leuctra teriolensis
- Leuctra theischingeri
- Leuctra thomasi
- Leuctra torrenticola
- Leuctra transsylvanica
- Leuctra triloba
- Leuctra truncata
- Leuctra tunisica
- Leuctra uncinata
- Leuctra vaillanti
- Leuctra variabilis
- Leuctra vesulensis
- Leuctra wilmae
- Leuctra vinconi
- Leuctra zangezurica
- Leuctra zhiltzovae
- Leuctra zwicki